# 高碕达之助
高碕达之助（日语：高碕 達之助， 1885年2月7日—1964年2月24日）日本政治家、企业家。

## 生平
曾担任滿洲重工業開發株式會社的首任副总裁和第二任总裁。曾在岸信介内阁中担任经济产业大臣，在鸠山一郎内阁中担任内阁府特命担当大臣。1954年4月万隆会议前后，高碕达之助在印度尼西亚与中华人民共和国方面的廖成志进行了两次秘密会面，第三次因美国方面的原因取消，此次会面是二战后日本与中华人民共和国方面的首次接触。1962年，高碕达之助访问中华人民共和国北京，与中方代表廖承志签署《中日长期贸易综合协定》，互建联络处，开启了LT贸易。